# Ivanjica
Ivanjica, (cyr. Ивањица) – miasto w Serbii, w okręgu morawickim, siedziba gminy Ivanjica. W 2011 roku liczyło 11 715 mieszkańców.
Jest miastem uzdrowiskowym leżącym w południowo-zachodniej części kraju, w zachodnim Pomoravlju, na wysokości 468 m n.p.m., nad rzeką Moravicą (funkcjonuje na niej elektrownia wodna z 1911 roku). Miejscowa gospodarka oparta jest na przemyśle drzewnym, spożywczym i tekstylnym.
W 1974 roku w Ivanjicy zbudowano stację naziemną, która w 1999 roku została zniszczona podczas bombardowania w ramach natowskiej Operacji Allied Force.
W mieście swą siedzibę ma klub piłkarski Javor Ivanjica.